# 구기사키 야스오미
구기사키 야스오미(일본어: 釘﨑 康臣, 1982년 5월 3일 ~ )는 일본의 전 축구 선수이다.

## 구단 경력
과거 아비스파 후쿠오카에서 활동하였다.